# Нусуев, Шевалье Семандуевич
Шевалье́ Семанду́евич Нусу́ев (28 августа 1969, Махачкала — 29 августа 2005, Москва) — российский самбист и дзюдоист, тренер, мастер спорта СССР, Заслуженный тренер СССР, России и Заслуженный работник физической культуры Российской Федерации (2000), спортивный функционер, основатель и председатель Федерации детского спорта России, бизнесмен, генеральный директор компании «Шевалье» и ресторана «Сим-Сим», меценат.

## Биография
В 1982 году стал воспитанником спортинтерната ЦСКА. Вскоре выполнил норматив мастера спорта по самбо и дзюдо. В 16 лет начал сам тренировать молодёжь.
Когда ему было 20 лет один из его учеников [кто?] завоевал высшую олимпийскую награду и ему было присвоено звание заслуженного тренера СССР . Нусуев был самым молодым тренером, удостоенным этого звания. Всего же им было подготовлено более 200 мастеров спорта, в том числе 25 медалистов олимпийских игр и около 60 чемпионов мира . Согласно рейтингам Международной федерации любительской борьбы считался одним из лучших тренеров мира. 
В 1995 году создал Федерацию детского спорта России, которую возглавлял до середины 2005 года.
Активно занимался бизнесом. Им были созданы в Москве ООО «Шевалье», сеть ресторанов. За несколько месяцев до своей гибели стал инвестором строительства десяти детских досуговых центров, которые планировалось возвести к 2008 году.
Выступал спонсором клубов, мероприятий и спортсменов. Исполнительный директор Федерации спортивной борьбы России Георгий Брюсов сказал: «… он реально, то есть деньгами, помогал примерно 200 атлетам». Среди тех, кто получал помощь от Нусуева были боксёр Алексей Тищенко и борец вольного стиля Хаджимурат Гацалов. По одной из версий, его включали в число своих наставников спортсмены самого высокого уровня и самых разных видов спорта в качестве благодарности за оказываемую им помощь. Поэтому его воспитанниками числились чемпионы Европы, мира и Олимпийских игр в пяти видах спорта — самбо, дзюдо, вольной и греко-римской борьбе, боксу.

### Личная жизнь
Супруга — Белла Нусуева, мастер спорта по фехтованию на рапирах. В семье трое детей: сыновья Морис (футболист), Наиль и дочь.

## Скандал
В 2002 году Федеральное бюро расследований обвинило Нусуева и Алимжана Тохтахунова в попытке оказать давление на арбитров по фигурному катанию на зимних Олимпийских играх 2002 года в Солт-Лейк-Сити. Нусуев опроверг эти заявления. Вскоре итальянские власти освободили из-под стражи и Тохтахунова, сняв с него все обвинения.

## Гибель
29 августа 2005 года в 23:50, когда Нусуев в сопровождении охраны выходил из ресторана «Сим-Сим», из проезжавшего мимо автомобиля в него было произведено не менее пяти выстрелов. От полученных ран Нусуев вскоре скончался. Основная версия следствия была связана с коммерческой деятельностью погибшего.
Это было не первое покушение на жизнь Нусуева. 30 января 2001 года, когда он входил в подъезд дома своей знакомой, сработало взрывное устройство мощностью 300 гр тротила. Но, увидев на полу кабины подозрительную сумку, охранник вытолкнул Нусуева из лифта за секунду до взрыва.
По состоянию на октябрь 2008 года убийцы Нусуева не были установлены. Похоронен на Востряковском кладбище.

## Известные воспитанники
- Мациев, Ислам Хамзатович (1973) — 4-кратный чемпион России, многократный призёр чемпионатов России, Европы и мира, мастер спорта России международного класса;
- Магомедов, Хаджимурад Сайгидмагомедович (1974) — чемпион России, Европы, мира, олимпийский чемпион, Заслуженный мастер спорта России[6].

## Память
В Москве проводится юношеский турнир по вольной борьбе памяти Шевалье Нусуева.

## Награды
- Орден «За заслуги перед Отечеством» IV степени (?).
- Орден Почёта (6 января 1997 года) — за заслуги перед государством и высокие спортивные достижения на XXVI летних Олимпийских играх 1996 года[8].
- Заслуженный работник физической культуры Российской Федерации (6 апреля 2000 года) — за заслуги в развитии физической культуры и спорта, большой вклад в укрепление дружбы и сотрудничества между народами[9].